# Acacia coolgardiensis
Acacia coolgardiensis é uma espécie de leguminosa do gênero Acacia, pertencente à família Fabaceae.